# Michaela Engelmeier

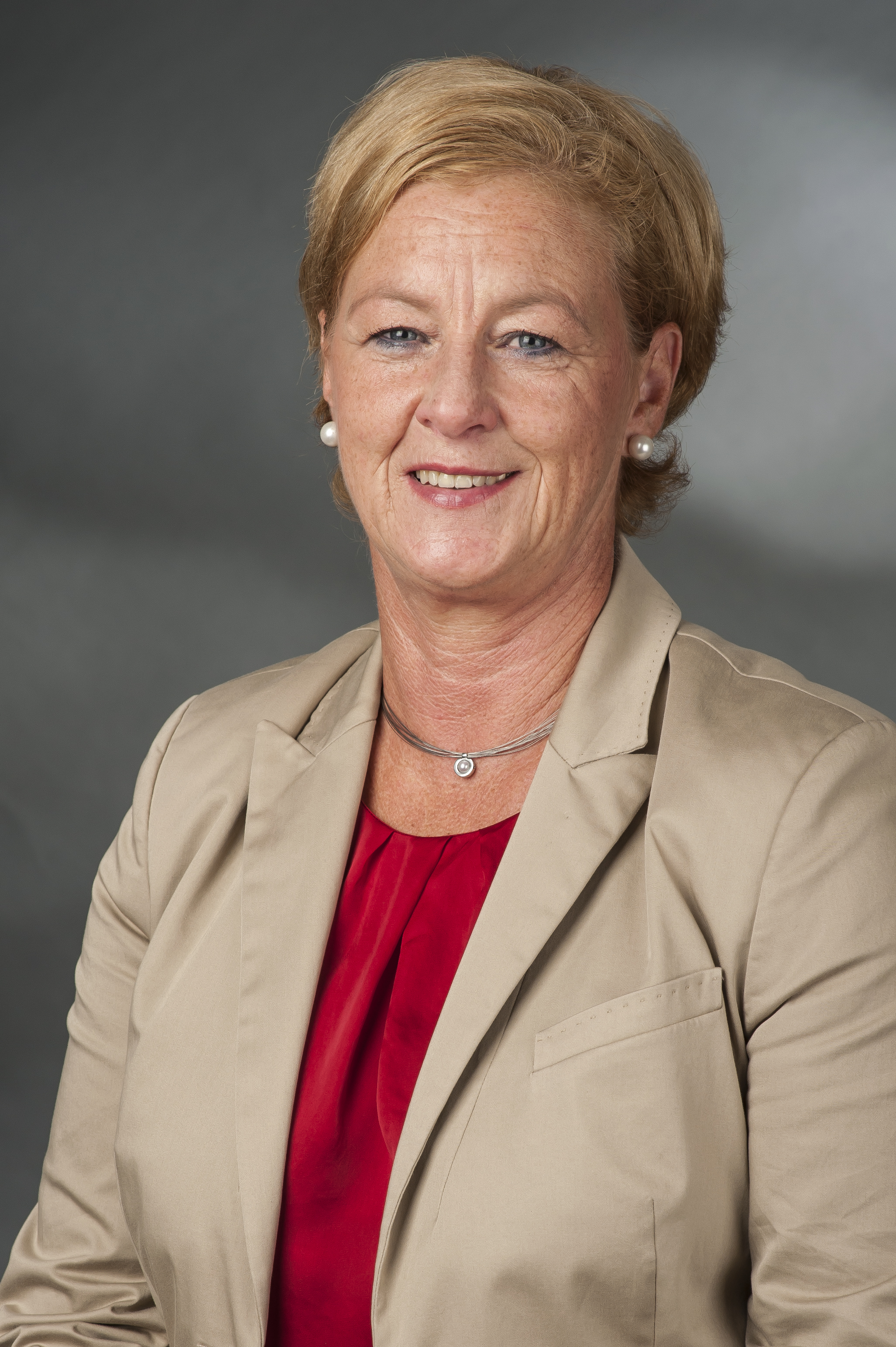
Michaela Engelmeier (2014)

Michaela Barbara Engelmeier (früher Engelmeier-Heite, * 10. Oktober 1960 in Hagen) ist eine deutsche Politikerin (SPD). Von 2013 bis 2017 war sie Mitglied des Deutschen Bundestages. Sie ist ehemaliges Mitglied der deutschen Judo-Nationalmannschaft der Frauen. Von 2020 bis 2022 war sie die erste Generalsekretärin der Deutsch-Israelischen Gesellschaft. Seit September 2022 ist sie Vorstandsvorsitzende des SoVD.

## Leben und Beruf
Engelmeier studierte Wirtschaftswissenschaft und ist staatlich geprüfte und anerkannte Erzieherin. Sie beendete ihr Studium ohne Abschluss. Sie arbeitete als Bezugspädagogin und Judolehrerin an einer Förderschule für soziale und emotionale Entwicklung in Gummersbach und war Vizepräsidentin des Landessportbundes NRW. Engelmeier war lange Jahre aktive Leistungssportlerin in der Judo-Bundesliga sowie Mitglied der Deutschen Judo-Nationalmannschaft der Frauen.
Michaela Engelmeier ist mit Michael Thews verheiratet, die beiden haben zusammen drei Kinder und drei Enkelkinder.

## Politik
In den Jahren 2004 bis 2020 war sie Mitglied im Kreistag des Oberbergischen Kreises. Von 2009 bis 2021 war sie Mitglied des SPD-Parteivorstands. 

### Israel
Michaela Engelmeier war Mitglied in der deutsch-israelischen Parlamentariergruppe.
Engelmeier machte wiederholt auf einseitige und tendenziöse Berichterstattung zu Lasten Israels aufmerksam. So kritisierte sie unter anderem die am 15. Mai 2017 auf der Facebookseite von ZDFheute veröffentlichte Kurzdoku „Tag der Nakba“ öffentlich. Der zuständige Intendant entfernte daraufhin den Beitrag von der Social-Media-Plattform.
Auch im Sport engagiert sich Engelmeier gegen Rassismus und Antisemitismus. So bezog sie bei Vorfällen im Zuge der Olympischen Spiele in Rio de Janeiro 2016 Stellung und forderte das Internationale Olympische Komitee auf, sich gegen Rassismus, Antisemitismus und Diskriminierung zu positionieren.

## Abgeordnete
In den Jahren 2005, 2009 und 2013 kandidierte sie im Bundestagswahlkreis Oberbergischer Kreis für den Deutschen Bundestag, unterlag aber jeweils deutlich dem CDU-Kandidaten Klaus-Peter Flosbach. 2013 zog sie jedoch über die SPD-Landesliste für Nordrhein-Westfalen (Listenplatz 18) in den Bundestag ein. Sie war Mitglied im Ausschuss für wirtschaftliche Zusammenarbeit und Entwicklung, sportpolitische Sprecherin der SPD-Bundestagsfraktion im Sportausschuss sowie Mitglied im SPD-Fraktionsvorstand.
Auf dem Bundesparteitag der SPD in Dresden vom 13. bis 15. November 2009 wurde sie in den Bundesvorstand gewählt. Sie wurde eine von 37 Beisitzern, und ihr wurde der Aufgabenbereich „Kinder, Jugend, Sport und ländlicher Raum“ zugewiesen. Am 5. Dezember 2011 und im Dezember 2013 gelang ihr die Wiederwahl in den Bundesvorstand jeweils im ersten Wahlgang, obwohl die Anzahl der Beisitzer auf 26 verkleinert wurde. Sie war bis Dezember 2021 Beisitzerin im Bundesparteivorstand.
Im Jahr 2017 kandidierte sie in ihrem Wahlkreis wieder für den Bundestag, erreichte aber nur 26,7 % und unterlag damit erneut deutlich gegen den CDU-Kandidaten Carsten Brodesser. Aufgrund des verschlechterten Ergebnisses ihrer Partei konnte sie dieses Mal auch nicht wieder über die Landesliste (Listenplatz 20) in den Bundestag einziehen. Sie schied damit aus dem Bundestag aus. Auch bei der Bundestagswahl 2021 verpasste sie den Wiedereinzug in den Bundestag.

## Verbandstätigkeit
Ab August 2018 leitete sie das Berliner Büro von Makkabi Deutschland. 2020 wurde sie in das neu geschaffene Amt der Generalsekretärin der Deutsch-Israelischen Gesellschaft berufen. Sie legte dieses Amt im Juli 2022 auf eigenen Wunsch nieder.
Im Jahr 2022 wurde sie vom Bundesvorstand des SoVD in das neu geschaffene Amt der Vorstandsvorsitzenden berufen.